# Konwencja o ocenach oddziaływania na środowisko w kontekście transgranicznym
Konwencja o ocenach oddziaływania na środowisko w kontekście transgranicznym, zwana konwencją Espoo – umowa międzynarodowa określająca obowiązki państw-sygnatariuszy na przeprowadzenie oceny oddziaływania na środowisko niektórych działań na wczesnym etapie planowania. Została sporządzona w Espoo, w Finlandii, 25 lutego 1991 r.
W Polsce ratyfikowana 30 kwietnia 1997 r., weszła w życie 10 września tego samego roku.